# Santa Marta BBC
Los Samanes del Santa Marta BBC fue un equipo de béisbol que jugó en la liga de béisbol profesional venezolano durante la temporada 1954-55. El equipo representó a la ciudad de La Guaira, estado La Guaira, Venezuela, y jugó sus partidos como local en el Estadio Universitario de Caracas. 
Santa Marta fue dirigido por el exjugador de Grandes Ligas Red Kress y entró en la liga como un reemplazo para los desaparecidos Sabios del Vargas, siendo parte de una liga de cuatro equipos que incluía los Leones del Caracas, Navegantes del Magallanes y Patriotas de Venezuela. 
El equipo fue claramente superado, terminando en el último lugar con un registro de 18-33, 14 ½ juegos del primer lugar. Santa Marta nunca alcanzó un alto nivel de popularidad como para fomentar un apoyo significativo del fanático varguense, y claudicó después de su primera temporada. 
La franquicia sería reemplazada por los Industriales de Valencia en la Temporada 1955-1956.

## Jugadores
- Vern Benson
- Emilio Cueche
- Hank Foiles
- Joe Frazier
- Bill Kennedy
- Clem Koshorek
- Julián Ladera
- Jesús Mora
- Joe Pignatano
- Dave Pope
- Bob Smith
- Gene Stephens
- Bill Werle